# Viktor Kranjc (general)
Viktor Kranjc (tudi Viktor Krainz), slovenski častnik, generalmajor avstroogrske vojske, * 12. februar 1847, Gradec, † 9. marec 1915, Gradec.
Viktor Krajnc, ki se je po nekaterih virih rodil v Mariboru je leta 1865 končal vojaško inženirsko akademijo v Znojmu na Češkem. Naslednje leto se je udeležil bojev v Kraljevini Italiji. Služil je v inženirskih enotah, armadnem tehniškem in upravnem komiteju, ter bil komandant inženirskih enot v Komárnu na Slovaškem in Innsbrucku. V letih 1897—1904 je bil komandant mesta Krakov. Ves čas se je zanimal za slovenska narodna vprašanja. Sistematično je zbiral literaturo v slovanskih jezikih. Svojo bogato knjižnico je zapustil slovanskemu seminarju v Gradcu, slovenski nižji gimnaziji v Celju, Slovenski šolski matici v Ljubljani, dragocen in zajeten del pa Zgodovinskemu društvu za slovensko Štajersko v Mariboru.